# Latrotoxin
Latrotoxin là một chất độc thuộc nhóm neurotoxin cao phân tử được tìm thấy trong nọc độc của nhện trong chi Latrodectus (nhện góa phụ đen). Các latrotoxin là những thành phần hoạt động chính của nọc độc và gây ra những triệu chứng của trúng nọc độc nhện Latrodectus.
Các latrotoxin sau đây đã được biết: 5 độc tố ảnh hưởng đến côn trùng, được đặt tên α, β, γ, δ và ε-latroinsectotoxin, một độc tố thần kinh tác động đối với động vật có xương sống, alpha-latrotoxin, và một độc tố tác dụng lên giáp xác, α-latrocrustatoxin.